# Turris Calcio 2019-2020
Questa voce raccoglie le informazioni riguardanti l'A.S.D. Turris Calcio nelle competizioni ufficiali della stagione 2019-2020.

## Divise e sponsor
Il fornitore tecnico per la stagione 2019-2020 è Fly Line. Lo sponsor di maglia è Colma.
| Casa | Trasferta |

## Rosa
| N. |                   | Ruolo | Calciatore             |
| -- | ----------------- | ----- | ---------------------- |
| 1  | Italia (bandiera) | P     | Giuseppe Piazza        |
| 2  | Italia (bandiera) | C     | Giuseppe Esposito      |
| 3  | Italia (bandiera) | D     | Paolo Giofrè           |
| 4  | Italia (bandiera) | D     | Daniele Franco         |
| 5  | Italia (bandiera) | D     | Alessandro Varchetta   |
| 6  | Italia (bandiera) | D     | Felice Prevete         |
| 6  | Italia (bandiera) | C     | Giuseppe Palma         |
| 7  | Italia (bandiera) | A     | Vincenzo Di Dato       |
| 8  | Italia (bandiera) | C     | Domenico Aliperta      |
| 9  | Italia (bandiera) | A     | Fabio Longo (capitano) |
| 10 | Gambia (bandiera) | A     | Mousa Balla Sowe       |
| 11 | Italia (bandiera) | A     | Marzio Celiento        |
| 12 | Italia (bandiera) | P     | Flavio Lonoce          |
| 13 | Italia (bandiera) | D     | Simone D'Alessandro    |
| 14 | Italia (bandiera) | D     | Alessandro Liguoro     |
| 16 | Italia (bandiera) | D     | Francesco Di Nunzio    |
| 17 | Italia (bandiera) | C     | Francesco Falivene     |

| N. |                      | Ruolo | Calciatore           |
| -- | -------------------- | ----- | -------------------- |
| 17 | Italia (bandiera)    | D     | Adolfo Credentino    |
| 18 | Italia (bandiera)    | D     | Stefano Riccio       |
| 19 | Italia (bandiera)    | A     | Giuliano Alma        |
| 20 | Italia (bandiera)    | C     | Gennaro De Simone    |
| 21 | Italia (bandiera)    | A     | Felice Simonetti     |
| 22 | Italia (bandiera)    | P     | Federico Siani       |
| 24 | Italia (bandiera)    | C     | Simone Del Prete     |
| 25 | Italia (bandiera)    | C     | Michael Fibiano      |
| 26 | Italia (bandiera)    | D     | Agostino Garofalo    |
| 32 | Italia (bandiera)    | A     | Umberto Prisco       |
| 33 | Argentina (bandiera) | C     | Franco da Dalt       |
| 34 | Italia (bandiera)    | C     | Raffaele Fabiano     |
| 90 | Italia (bandiera)    | C     | Daniele Forte        |
| 99 | Italia (bandiera)    | D     | Stefano Esempio      |
|    | Italia (bandiera)    | P     | Christian Cefariello |
|    | Italia (bandiera)    | P     | Ivano Feola          |

## Calciomercato

### Sessione estiva (dall'1/7 al 2/9)
| Acquisti | Acquisti             | Acquisti             | Acquisti      |
| R.       | Nome                 | da                   | Modalità      |
| -------- | -------------------- | -------------------- | ------------- |
| P        | Christian Cefariello | Siena                | svincolato    |
| P        | Flavio Lonoce        | Juventus             | svincolato    |
| P        | Federico Siani       | Grumentum Val d'Agri | fine prestito |
| D        | Giovanni Federico    | Pomigliano           | fine prestito |
| D        | Agostino Garofalo    |                      | svincolato    |
| D        | Paolo Giofrè         | Pescara              | svincolato    |
| D        | Alessandro Liguoro   | Afro Napoli          | fine prestito |
| D        | Guglielmo Marino     | Angri                | fine prestito |
| D        | Giuseppe Pizza       | Vis Artena           | fine prestito |
| D        | Felice Prevete       | Nuova Napoli         | svincolato    |
| C        | Michele Borriello    | Torrese              | fine prestito |
| C        | Franco da Dalt       | Avellino             | svincolato    |
| C        | Simone Del Prete     | Nola                 | svincolato    |
| C        | Gennaro De Simone    | Sarnese              | svincolato    |
| C        | Francesco Falivene   | Nuova Napoli         | svincolato    |
| C        | Daniele Forte        | Arzignano Valchiampo | svincolato    |
| C        | Valerio Sorriso      | Sarnese              | svincolato    |
| A        | Giuliano Alma        | Mantova              | svincolato    |
| A        | Vincenzo Di Dato     | Cavese               | svincolato    |
| A        | Felice Simonetti     | Nocerina             | svincolato    |
| A        | Musa Balla Sowe      | Gela                 | svincolato    |

| Cessioni | Cessioni            | Cessioni      | Cessioni   |
| R.       | Nome                | a             | Modalità   |
| -------- | ------------------- | ------------- | ---------- |
| P        | Emanuele Casolare   | San Tommaso   | svincolato |
| P        | Marco Cellitti      |               | svincolato |
| P        | Vincenzo D'Inverno  | Acerrana      | svincolato |
| D        | Raffaele Auriemma   | Gragnano      | svincolato |
| D        | Giovanni Federico   | Marcianise    | prestito   |
| D        | Nicola Lagnena      | Afragolese    | svincolato |
| D        | Guglielmo Marino    | Angri         | svincolato |
| D        | Giuseppe Pizza      |               | svincolato |
| C        | Michele Borriello   | Sora          | svincolato |
| C        | Michael Fibiano     | Vis Artena    | svincolato |
| C        | Nicola Formisano    | Battipagliese | svincolato |
| C        | Valerio Sorriso     | Formia        | svincolato |
| C        | Raffaele Vacca      | AZ Picerno    | svincolato |
| A        | Simone Addessi      | Cavese        | svincolato |
| A        | Evangelista Cunzi   | Latina        | svincolato |
| A        | Fabrizio Guarracino | Portici       | svincolato |

### Sessione di dicembre(dall'2/12 al 23/12)
| Acquisti | Acquisti            | Acquisti       | Acquisti   |
| R.       | Nome                | da             | Modalità   |
| -------- | ------------------- | -------------- | ---------- |
| D        | Alfonso Credentino  | FC Francavilla | svincolato |
| D        | Simone D'Alessandro | Giugliano      | svincolato |
| C        | Giuseppe Palma      | Rieti          | svincolato |
| A        | Umberto Prisco      |                | svincolato |

| Cessioni | Cessioni             | Cessioni   | Cessioni   |
| R.       | Nome                 | a          | Modalità   |
| -------- | -------------------- | ---------- | ---------- |
| P        | Christian Cefariello | Gelbison   | prestito   |
| D        | Agostino Garofalo    |            | svincolato |
| D        | Alessandro Liguoro   | Afragolese | svincolato |
| D        | Felice Prevete       | Gladiator  | svincolato |
| C        | Simone Del Prete     | Giugliano  | svincolato |
| C        | Gennaro De Simone    | Albanova   | svincolato |
| C        | Francesco Falivene   |            | svincolato |
| A        | Felice Simonetti     | Gelbison   | svincolato |

### Sessione invernale(dal 2/1 al 31/1)
| Acquisti | Acquisti    | Acquisti | Acquisti   |
| R.       | Nome        | da       | Modalità   |
| -------- | ----------- | -------- | ---------- |
| P        | Ivano Feola |          | svincolato |

| Cessioni | Cessioni        | Cessioni       | Cessioni   |
| R.       | Nome            | a              | Modalità   |
| -------- | --------------- | -------------- | ---------- |
| A        | Nicola Palmieri | Juvenes/Dogana | svincolato |

### Serie D

#### Girone di andata
| Arbitro: | Mucera (Palermo) |

|  |           |                                            |
|  | Marcatori | 20’ (rig.) Aliperta 30’ da Dalt 34’ Riccio |

| Arbitro: | D'Eusanio (Faenza) |

|                                                     |           |  |
| Alma 10’, 29’ Forte 63’ Celiento 67’ Longo 81’, 88’ | Marcatori |  |

| Arbitro: | Gregoris (Pescara) |

|                        |           |                         |
| Manoni 15’ Fagioli 26’ | Marcatori | 1’ Longo 38’, 66’ Forte |

| Arbitro: | Pistarelli (Fermo) |

|                          |           |  |
| Aliperta 19’ (rig.), 53’ | Marcatori |  |

| Arbitro: | Di Cicco (Lanciano) |

|                     |           |                  |
| Montella 19’ Fè 72’ | Marcatori | 2’ Sowe 8’ Forte |

| Arbitro: | Villa (Rimini) |

|             |           |  |
| Celiento 4’ | Marcatori |  |

| Arbitro: | Lipizer (Verona) |

|                      |           |                           |
| Villa 21’ Papini 29’ | Marcatori | 32’ Longo 78’ (rog.) Alma |

| Arbitro: | De Vincentis (Taranto) |

|                                              |           |  |
| Alma 29’, 52’ Varchetta 50’ Longo 69’ (rig.) | Marcatori |  |

| Sassari 27 ottobre 2019, ore 14:30 CET 9ª giornata | Latte Dolce                  | 0 – 0 | Turris | Stadio Vanni Sanna (500 spett.)\| Arbitro: \| Rinaldi (Bassano del Grappa) \| |
| Arbitro:                                           | Rinaldi (Bassano del Grappa) |       |        |                                                                               |

| Arbitro: | Calzavara (Varese) |

|                     |           |                     |
| Forte 10’ Longo 45’ | Marcatori | 66’, 90+7’ Corsetti |

| Arbitro: | Milone (Taurianova) |

|              |           |                        |
| Esposito 52’ | Marcatori | 8’, 83’ Longo 59’ Alma |

| Arbitro: | Barbiero (Campobasso) |

|                                 |           |                       |
| Alma 49’ Sowe 80’ Simonetti 85’ | Marcatori | 16’ Sartor 36’ Virdis |

| Arbitro: | Mori (La Spezia) |

|  |           |                             |
|  | Marcatori | 9’ Celiento 14’ (rig.) Alma |

| Arbitro: | Cusumano (Caltanissetta) |

|           |           |            |
| Longo 90’ | Marcatori | 58’ Ponsat |

| Arbitro: | Restaldo (Ivrea) |

|  |           |                         |
|  | Marcatori | 48’, 53’ Alma 68’ Forte |

| Arbitro: | Vergaro (Bari) |

|              |           |                        |
| Lucchese 84’ | Marcatori | 68’ Di Nunzio 81’ Sowe |

| Arbitro: | Bonacina (Bergamo) |

|                    |           |                         |
| Alma 47’ Longo 82’ | Marcatori | 11’ Giglio 40’ Tribelli |

#### Girone di ritorno
| Arbitro: | Rinaldi (Bassano del Grappa) |

|                                       |           |                         |
| Aliperta 1’ Manni 13’ (aut.) Alma 18’ | Marcatori | 52’ Montesi 61’ Delgado |

| Arbitro: | De Angeli (Milano) |

|  |           |            |
|  | Marcatori | 61’ Prisco |

| Arbitro: | Casalini (Pontedera) |

|                                        |           |                   |
| Alma 12’ Longo 54’, 80’ Aliperta 90+5’ | Marcatori | 56’ (aut.) Riccio |

| Anagni 26 gennaio 2020, ore 14:30 CET 21ª giornata | Anagni            | 0 – 0 | Turris | Stadio comunale Del Bianco (300 spett.)\| Arbitro: \| Turrini (Firenze) \| |
| Arbitro:                                           | Turrini (Firenze) |       |        |                                                                            |

| Arbitro: | D'Eusanio (Faenza) |

|                              |           |                  |
| Forte 29’ Alma 51’ Palma 66’ | Marcatori | 44’ (rig.) Spano |

| Arbitro: | Sfira (Pordenone) |

|                            |           |                                     |
| D'Acunto 76’ Bisceglia 88’ | Marcatori | 54’ Celiento 71’ Longo 90+2’ Prisco |

| Arbitro: | Gianquinto (Parma) |

|                                                               |           |                |
| Varchetta 5’ Aliperta 37’ Sowe 40’ Longo 71’ Palma 87’, 90+2’ | Marcatori | 22’ Camponesco |

| Arbitro: | Villa (Rimini) |

|  |           |                                 |
|  | Marcatori | 30’ Celiento 57’ Longo 78’ Sowe |

| Arbitro: | Crescenti (Trapani) |

|           |           |                            |
| Longo 81’ | Marcatori | 19’ Marcangeli 49’ Bianchi |

| Latina 8 marzo 2020 27ª giornata | Latina | – (annullata) | Turris | Stadio Domenico Francioni |

| Torre del Greco 22 marzo 2020 28ª giornata | Turris | – (annullata) | Ostia Mare | Stadio Amerigo Liguori |

| Sassari 29 marzo 2020 29ª giornata | Torres | – (annullata) | Turris | Stadio Vanni Sanna |

| Torre del Greco 5 aprile 2020 30ª giornata | Turris | – (annullata) | Lanusei | Stadio Amerigo Liguori |

| Arzachena 9 aprile 2020 31ª giornata | Arzachena | – (annullata) | Turris | Stadio Biagio Pirina |

| Torre del Greco 19 aprile 2020 32ª giornata | Turris | – (annullata) | Team Nuova Florida | Stadio Amerigo Liguori |

| Torre del Greco 26 aprile 2020 33ª giornata | Turris | – (annullata) | Trastevere | Stadio Amerigo Liguori |

| Cassino 3 maggio 2020 34ª giornata | Cassino | – (annullata) | Turris | Stadio Gino Salveti |

### Coppa Italia
| Arbitro: | Moriconi (Roma 2) |

|             |           |  |
| Belloni 56’ | Marcatori |  |

### Coppa Italia Serie D
| Arbitro: | Di Francesco (Ostia) |

|                                          |                      |                                  |
| Celiento 55’                             | Marcatori            | 39’ (rig.) Herrera               |
| Aliperta Celiento Riccio Di Nunzio Forte | Tiri di rigore 4 – 2 | Herrera Bonanno Cacace La Monica |

| Arbitro: | Bracaccini (Macerata) |

|                                 |           |           |
| Anelli 7’ Gentile 30’ Russo 51’ | Marcatori | 73’ Longo |

## Statistiche

### Statistiche di squadra
| Competizione         | M.Pt | Punti | In casa | In casa | In casa | In casa | In casa | In casa | In trasferta | In trasferta | In trasferta | In trasferta | In trasferta | In trasferta | Totale | Totale | Totale | Totale | Totale | Totale | D.R. |
| Competizione         | M.Pt | Punti | G       | V       | N       | P       | Gf      | Gs      | G            | V            | N            | P            | Gf           | Gs           | G      | V      | N      | P      | Gf     | Gs     | D.R. |
| -------------------- | ---- | ----- | ------- | ------- | ------- | ------- | ------- | ------- | ------------ | ------------ | ------------ | ------------ | ------------ | ------------ | ------ | ------ | ------ | ------ | ------ | ------ | ---- |
| Serie D              | 2,34 | 61    | 13      | 9       | 3       | 1       | 38      | 14      | 13           | 9            | 4            | 0            | 27           | 10           | 26     | 18     | 7      | 1      | 65     | 24     | +41  |
| Coppa Italia         | -    | -     | 0       | 0       | 0       | 0       | 0       | 0       | 1            | 0            | 0            | 1            | 0            | 1            | 1      | 0      | 0      | 1      | 0      | 1      | -1   |
| Coppa Italia Serie D | -    | -     | 1       | 0       | 1       | 0       | 1       | 1       | 1            | 0            | 0            | 1            | 1            | 3            | 2      | 0      | 1      | 1      | 2      | 4      | -2   |
| Totale               | 2,34 | 61    | 14      | 9       | 4       | 1       | 39      | 15      | 15           | 9            | 4            | 2            | 28           | 14           | 29     | 18     | 8      | 3      | 67     | 29     | +38  |

### Andamento in campionato
| Giornata  | 1 | 2 | 3 | 4 | 5 | 6 | 7 | 8 | 9 | 10 | 11 | 12 | 13 | 14 | 15 | 16 | 17 | 18 | 19 | 20 | 21 | 22 | 23 | 24 | 25 | 26 | 27 | 28 | 29 | 30 | 31 | 32 | 33 | 34 |
| --------- | - | - | - | - | - | - | - | - | - | -- | -- | -- | -- | -- | -- | -- | -- | -- | -- | -- | -- | -- | -- | -- | -- | -- | -- | -- | -- | -- | -- | -- | -- | -- |
| Luogo     | T | C | T | C | T | C | T | C | T | C  | T  | C  | T  | C  | T  | T  | C  | C  | T  | C  | T  | C  | T  | C  | T  | C  | T  | C  | T  | C  | T  | C  | C  | T  |
| Risultato | V | V | V | V | N | V | N | V | N | N  | V  | V  | V  | N  | V  | V  | N  | V  | V  | V  | N  | V  | V  | V  | V  | P  | –  | –  | –  | –  | –  | –  | –  | –  |
| Posizione | 2 | 1 | 1 | 1 | 1 | 1 | 2 | 2 | 2 | 3  | 1  | 1  | 1  | 1  | 1  | 1  | 1  | 1  | 1  | 1  | 1  | 1  | 1  | 1  | 1  | 1  | –  | –  | –  | –  | –  | –  | –  | –  |

Legenda:

Luogo: C = Casa; T = Trasferta. Risultato: V = Vittoria; N = Pareggio; P = Sconfitta.